# Östergötlands runinskrifter 155

Runinskrift Ög 155 är en runsten som står i Sylten, Styrstad socken och Norrköpings kommun i Östergötland.

## Stenen
Stenen är ornerad med en dubbel runslinga som löper utmed kanten och bildar en romersk båge och inom slingan syns på stenens övre del ett ringat kors. I motsatta nedre delen bildar slingan en knut som liknar en kringla. Den från runor översatta inskriften lyder enligt nedan:

## Inskriften
Runor:
ᚦᚢᚱᚠᚱᛁᚦ × ᚱᛁᛋᛏᛁ × ᚽᚠᛏᛁᛦ × ᛅᛋᚴᚢᛏ × ᛅᚢᚴ × ᚴᛅᚢᛏᛅ ᛋᚢᚾᚢ × ᛋᛁᚾᛅ × ᛋᛏᛁᚾ × ᚦᛅᛋᛁ × ᚼᛅᚾ × ᚴᚢᛏᛁ × ᚽᛏᛅᚦᛁᛋ × ᛁ × ᛁᚴᚢᛅᚱᛋ × ᚼᛁᛚᚠᚾᛁᚴᛁ ×
Translitterering av runraden:
þurfriþ × risti × eftiʀ × askut × auk × kauta sunu × sina × stin × þasi × han × kuti × etaþis × i × ikuars × hilfniki ×
Normalisering till runsvenska:
Þorfriðr/Þorfreðr ræisti æftiʀ Asgaut ok Gauta, sunu sina, stæin þannsi. Hann Gauti ændaðis i Ingvars hælfningi.
Översättning till nusvenska:
Torfrid reste efter Åsgöt och Göte, sina söner, denna sten. Han Göte ändade sitt liv i Ingvars härskara.
Den Ingvar som står omnämnd i texten syftar på Ingvar den vittfarne.